# Verwaltungsgemeinschaft Reichenschwand
Die Verwaltungsgemeinschaft Reichenschwand im mittelfränkischen Landkreis Nürnberger Land ging am 1. Januar 1980 aus der Verwaltungsgemeinschaft Neunkirchen a.Sand hervor und wurde zum 1. Januar 1994 aufgelöst.
Ihr gehörten die Gemeinden Reichenschwand und Ottensoos an; beide sind seither Einheitsgemeinden mit eigener Verwaltung. 
Sitz der Verwaltungsgemeinschaft war Reichenschwand.